# Mammillaria marksiana
Mammillaria marksiana ist eine Pflanzenart aus der Gattung Mammillaria in der Familie der Kakteengewächse (Cactaceae). Das Artepitheton ehrt den Reisebegleiter des Kakteensammlers Fritz Schwarz Herrn H. Marks.

## Beschreibung
Mammillaria marksiana wächst zuerst einzeln und später auch Gruppen bildend. Die hellgrünen bis gelblich grünen Triebe sind abgeflacht, breitkugelig und am Scheitel eingesenkt und wollig. Sie werden 6 bis 15 Zentimeter hoch und 5 bis 12 Zentimeter im Durchmesser groß. Die pyramidal, schwach vierkantigen Warzen führen Milchsaft. Die Axillen sind wollig. Die Dornen sind schwer in Mitteldornen und Randdornen zu gliedern. Insgesamt sind 4 bis 21 Dornen vorhanden. Sie sind nadelig, goldgelb bis braun und 5 bis 8 Millimeter lang.
Die leuchtend grünlich gelben Blüten sind 1,5 Zentimeter lang und weisen einen ebensolchen Durchmesser auf. Die Früchte sind keulig, dunkel- bis purpurrot und bis zu 2 Zentimeter lang. Sie enthalten kleine braune Samen.

## Verbreitung, Systematik und Gefährdung
Mammillaria marksiana ist in den mexikanischen Bundesstaaten Chihuahua, Durango, Sonora und Sinaloa verbreitet.
Die Erstbeschreibung erfolgte 1948 durch Hans Krainz. Ein nomenklatorisches Synonym ist Neomammillaria marksiana (Krainz) Y.Itô (1981).
In der Roten Liste gefährdeter Arten der IUCN wird die Art als „Least Concern (LC)“, d. h. als nicht gefährdet geführt.

## Nachweise